# Ikaroz
Daniel Juan Diaz alias Ikaroz, född 9 oktober 1974 i Stockholm, är en svensk graffitimålare och entreprenör som lever och verkar från Stockholm.

## Ikaroz
Daniel Diaz flyttade som 13-åring till Bullmark utanför Umeå, Västerbotten. Han gick gymnasiet i Umeå 1991-1994, och fortsatte sedan utbilda sig på ABF:s konstskola i Umeå 1994-1995 och Grafikskolan i Stockholm 2000-2001. Aliaset Ikaroz använder Diaz sedan slutet av 1980-talet när han skapar konst och målar. Första skisserna av Ikaroz är från 1984-1985 och första graffitimålningen från 1985. Riksteatern har kallat Ikaroz för "en av Sveriges mest inflytelserika konstnärer". Under 2012 startade Ikaroz företaget Klottrarna tillsammans med några andra personer från graffitiscenen. Ikaroz har deltagit på separat- och grupputställningar och finns representerad hos stat, kommun och företag. Ikaroz anlitas även som föreläsare och är medlem av Norrlands Guld (NG) & Top Dogs (TD).

## Utställningar

### Separatutställningar
- 2013 - MANO-A-MANO Make your Mark, Helsingfors, Finland
- 2010 - Galleri KonstArt. Stockholm
- 2009 - Galleri Nödutgång, Gävle
- 2008 - Solna stadsbibliotek, Vingen, Stockholm
- 2008 - Lilla Galleriet, Umeå
- 2006 - Västerbottens museum, Umeå
- 2006 - Örnsköldsviks museum och konsthall
- 2004 - Konstenshus, Luleå
- 2002 - "Organiserad spontanitet", Il Caffé, Stockholm
- 2002 - Spunk Design, Stockholm
- 1999 - Boutique Sportif, Stockholm

### Grupputställningar, urval
- 2013 - Kick and Throw Graffiti Show - Manheim, Tyskland
- 2013 - Cause célèbre - Highlights Gallery, Stockholm
- 2012 - ”Urban Galore”, Köpenhamn, Danmark
- 2012 - ”Stendhal Syndrome”, Stockholm
- 2012 - ”Det här är inte KONST”, Sundsvall
- 2012 - ”Paintopia” Aarhus, Danmark
- 2011 - "Shots of life", Original showroom, Umeå
- 2011 - Galerie Alain Daudet, Toulouse, Frankrike
- 2009 - Skissernas Museum, Lund
- 2007 - "Grafitta" Göteborgs konsthall, Göteborg
- 2007 - Lägdaprojektet. HANGAR, Sundsvall
- 2005 - Jubilarens val, Västerbottens museum, Umeå
- 2004 - Jubilarens val, Västerbottens museum, Umeå
- 2003 - "Graffiti", Bildmuseet, Umeå
- 2003 - "Betongpoesi", Katrineholm
- 2003 - Café Rooster, Luleå
- 2002 - Ikaroz & Hotel, Il Caffé, Stockholm
- 2002 - Galleri En formsak, Malmö
- 2002 - "Sthlm Art Fair", Stockholm
- 2002 - "Byen Brinner", Galleri Zenz, Köpenhamn
- 2002 - "Sthlm Underground", Stockholm
- 2001 - "Krylon and Beyond", Youngblood Gallery, Atlanta Georgia, USA
- 1998 - "The Arrow", Stocktown hiphop festival, Stockholm.
- 1997 - "TIO97", Galleri Lava, Stockholm
- 1996 - "Rotor", Galleri Ägir, Umeå
- 1995 - "Progress II", Umeå
- 1991 - Bildmuseet, Umeå

## Representerad hos
- Solna stad, Stockholm
- Örnsköldsviks museum och Konsthall
- Örnsköldsviks kommun
- Landstinget, Umeå
- Länsförsäkringar, Umeå
- Swebank, Umeå
- Statens konstråd, Sundsvall
- Statens konstråd, Stockholm
- Trygg-Hansa, Luleå
- Luleå kommun
- Katrineholms kommun

## Stipendier
- 2005, Bragestipendiet, Umeå